# Casearia tomentosa
Casearia tomentosa Roxb. – gatunek rośliny z rodziny wierzbowatych (Salicaceae Mirb.). Występuje naturalnie w Pakistanie, Indiach oraz na Sri Lance. 

## Morfologia
PokrójZrzucające liście drzewo lub krzew dorastające do 8 m wysokości.
LiścieBlaszka liściowa jest nieco skórzasta i ma owalny kształt. Mierzy 5–22 cm długości oraz 2,5–8,5 cm szerokości, jest piłkowana na brzegu, ma klinową nasadę i ostry wierzchołek. Ogonek liściowy jest owłosiony i dorasta do 3–10 mm długości.
KwiatySą zebrane w kłębiki, rozwijają się w kątach pędów. Mają 5 działek kielicha o owalnym kształcie i dorastających do 3 mm długości. Kwiaty mają 8 pręcików.
OwoceMają elipsoidalny kształt i osiągają 15–28 mm średnicy.

## Biologia i ekologia
Rośnie w lasach zrzucających liście. Występuje na wysokości do 900 m n.p.m.